# ولفگانگ گلوک
ولفگانگ گلوک (انگلیسی: Wolfgang Glück؛ ‏زادهٔ ۲۹ سپتامبر ۱۹۲۹ – درگذشتهٔ ۱۳ دسامبر ۲۰۲۳) کارگردان و فیلم‌نامه‌نویس اهل اتریش بود.
از فیلم‌ها یا برنامه‌های تلویزیونی ای که وی در آنها نقش داشته‌است می‌توان به بازی‌های مسخره اشاره کرد.